# São Lourenço (Setúbal)
São Lourenço è un'ex freguesia portoghese del distretto di Setúbal, con un'area di 47,69 km² e 11.638 abitanti (2011). Densità di popolazione: 244 ab/km².
Unita alla vicina freguesia di São Simão, forma il territorio di Azeitão, che un tempo fu vila e sede di municipio, sebbene ora tale unità amministrativa non esista più nella divisione territoriale portoghese.

## Patrimonio
- Fontana di Vila Nogueira de Azeitão (detta anche Chafariz dos Pasmados)
- Quinta das Torres
- Palazzo dei Duchi di Aveiro (o Paço dos Duques de Aveiro)
- Gogna di Vila Nogueira de Azeitão
- Convento di Nostra Signora di Arrábida e Mata de Carvalhos
- Chiesa di San Lorenzo (Setúbal)